# スチュアート・デイヴィス (ラグビー選手)
スチュアート・デイヴィス（Stuart Davies, 1965年9月2日 - ）は、ウェールズのラグビーユニオン選手。
デイヴィスはスウォンジーにて誕生。主にバックローのポジションでプレーし、スウォンジーRFCに所属。ラグビーウェールズ代表では17キャップ。
引退後は英国放送協会においてラグビー解説者として活動。